# Демчук Богдан Михайлович
Богда́н Миха́йлович Демчу́к (1995—2022) — український військовослужбовець, старший сержант Окремого загону спеціального призначення «Азов» Національної гвардії України, учасник російсько-української війни, який відзначився і загинув під час відбиття російського вторгнення в Україну. Кавалер ордена «За мужність» ІІІ ступеня (2022 р., посмертно).

## Життєпис
Народився 28 травня 1995 року в селі Жадани Вінницької області. Базову освіту здобув у селі Шарівка Хмельницького району. Спеціальність водія здобув у Ярмолинецькому професійному ліцеї. 
2015 року став до лав ОЗСП «Азов», обороняв Маріуполь від сепаратистів. 2020-го вступив до Одеського університету внутрішніх справ. 
З початком повномасштабного вторгнення обороняв «Азовсталь». 
Загинув 29 квітня 2022 року під час спроби доставити генератор до госпіталю.
Тіло Богдана не знайдено, 9 грудня 2024 року у колумбарії кладовища у мікрорайоні Ракове (м. Хмельницький) з військовими почестями відкрито кенотаф (символичне поховання).
.

## Нагороди та вшанування
- Орден «За мужність» III ступеня[3].
- Відзнака Президента України «За участь в антитерористичній операції».
- Почесна відзнака «За оборону Маріуполя».
- На фасаді Шарівської школи, де він навчався, встановили пам'ятну дошку на честь загиблого героя.
- Рішенням Хмельницької міської ради від 23.09.2022 року присвоєно звання «Почесний громадянин Хмельницької міської територіальної громади».